# Government Complex, Daejeon (métro de Daejeon)
Government Complex, Daejeon (hangeul : 정부청사 ; hanja : 政府廳舍) est une station de passage de la ligne 1 du métro de Daejeon. Elle est située au 744, Hanbat-daero, quartier Dunsan-dong dans l'arrondissement Seo-gu de la ville de Daejeon en Corée du Sud. La station est en correspondance avec la gare de Daejeon.
Ouverte en 2006, la station est desservie par les rames qui circulent sur la ligne 1 (service omnibus).

## Situation sur le réseau

Plan du réseau (2017)

La station établie en souterrain, Government Complex, Daejeon est une station de passage de la Ligne 1 du métro de Daejeon : elle est située entre la station Galma, en direction du terminus nord-ouest Banseok, et la station City Hall, en direction du terminus sud-est Panam,.

## Histoire
La station Government Complex, Daejeon est mise en service le 16 mars 2006, lors de l'ouverture à l'exploitation de la première section de la ligne 1 du métro de Daejeon entre Panam et [Government Complex, Daejeon, qui devient le terminus provisoire de la ligne,.
Le 17 avril 2007, Government Complex, Daejeon devient une station de passage lors de l'ouverture à l'exploitation de la deuxième section de la ligne jusqu'au nouveau terminus Banseok,.

## Services aux voyageurs

### Accès et accueil
La station est située au 744 Hanbat-daero, dans le quartier Dunsan-dong. Quatre bouches, numérotées de 1 à 4 font le lien entre la surface et les niveaux en sous-sol, deux niveaux, par l'intermédiaire d'escaliers, d'escaliers mécaniques (5) et d'ascenseurs (4). Comme toutes les stations elle dispose d'une billetterie avec des automates distincts selon le service. La station est accessible aux personnes à la mobilité réduite.

### Desserte
Government Complex, Daejeon est desservie par les rames qui circulent sur la ligne 1 (service omnibus). Les quais sont équipés de portes palières.

Installations
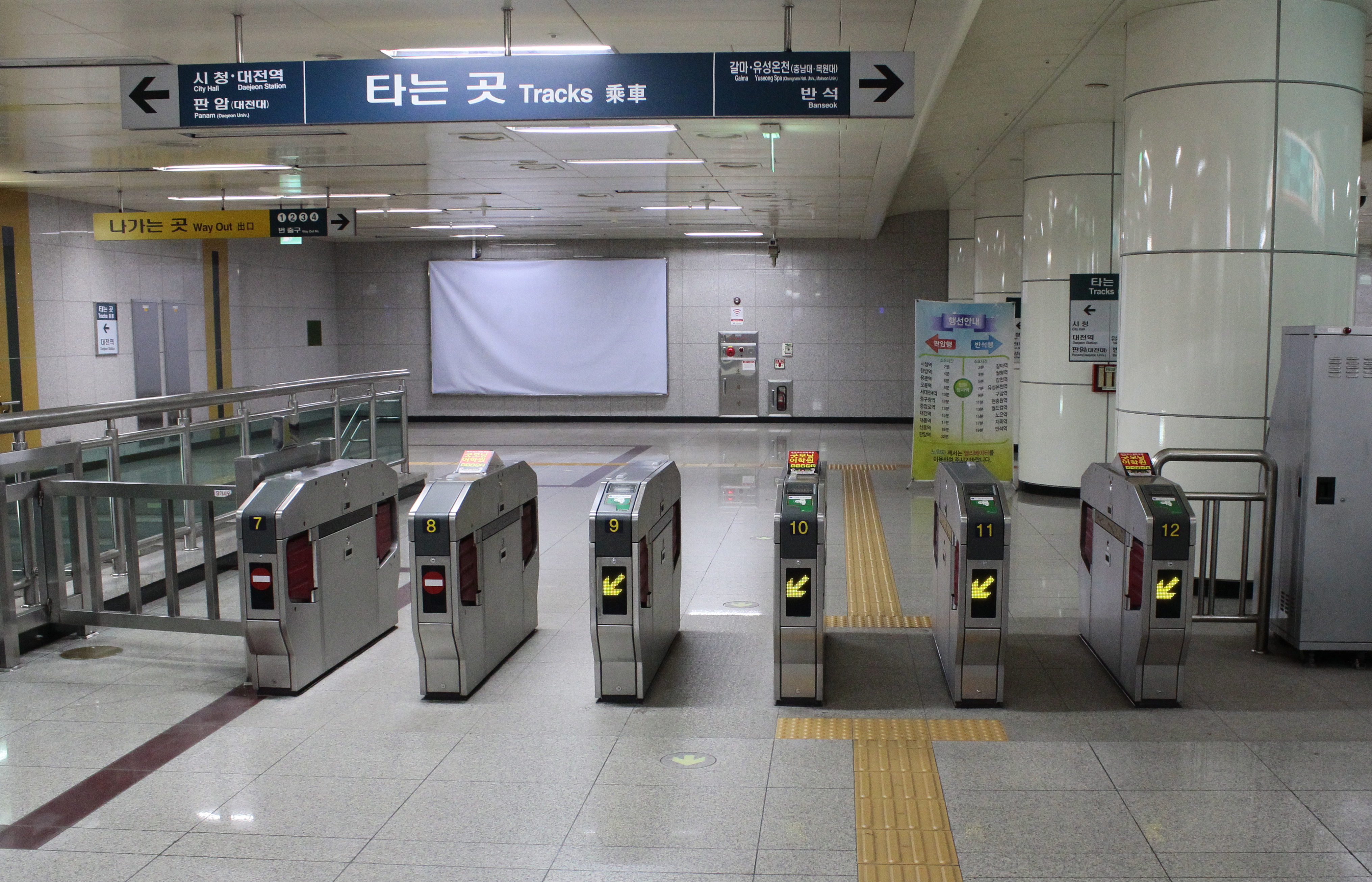
En 2014.
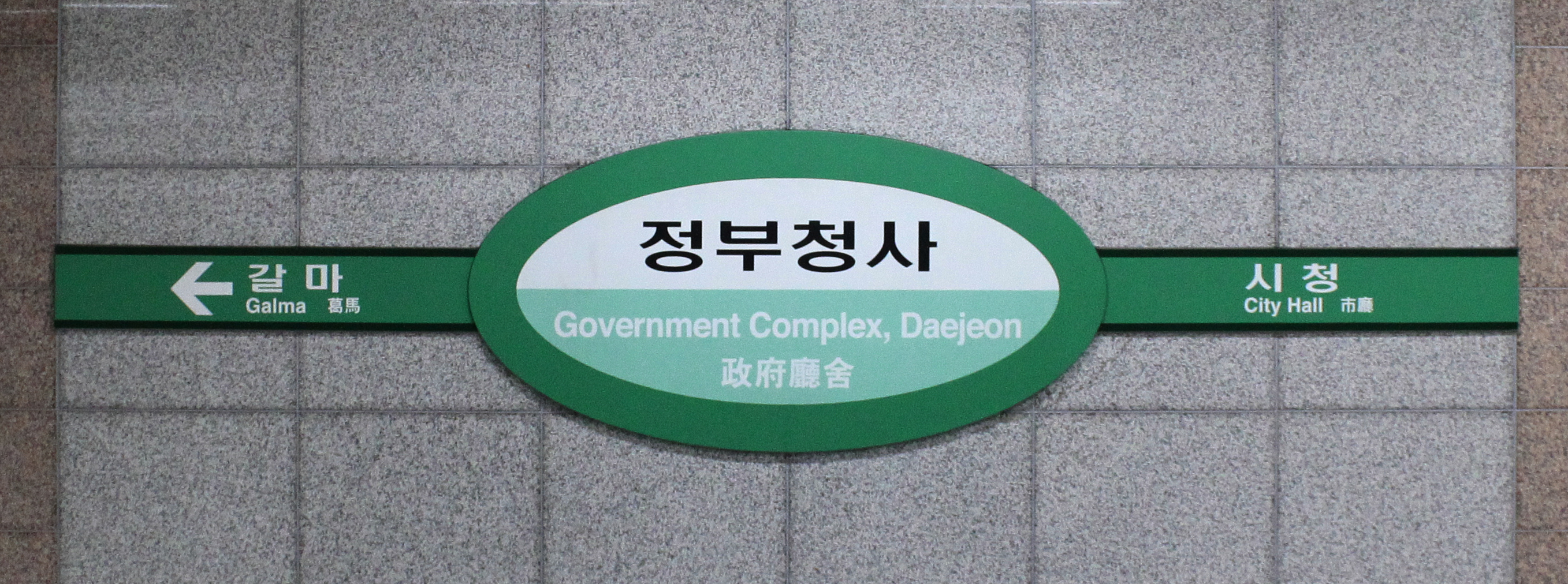
En 2014.
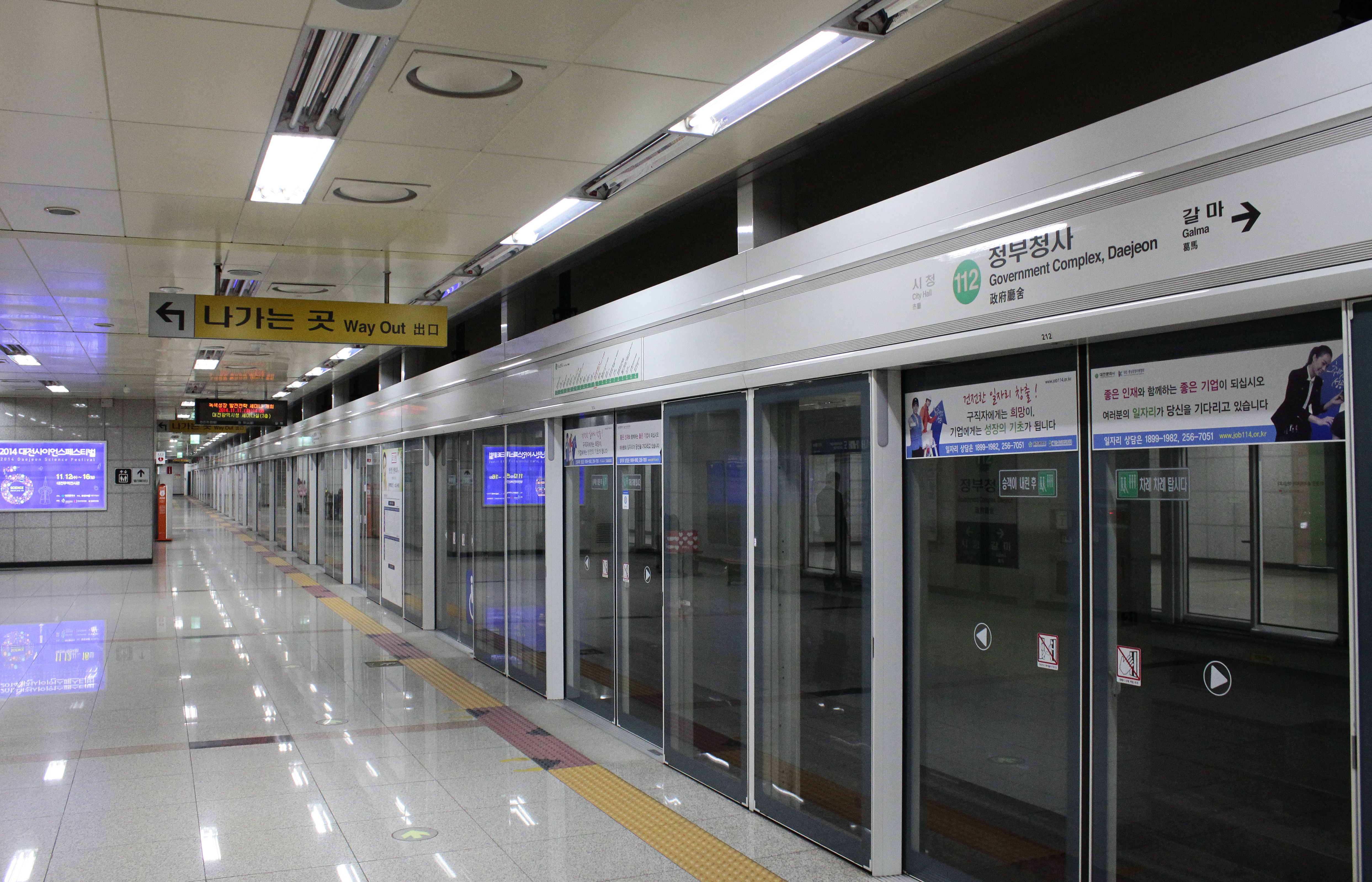
En 2014.

### Intermodalité
La station dispose d'un local à vélos. Des arrêts de bus sont situés à proximité.